# Paula Blasi
Paula Blasi Cairol (Esplugues de Llobregat, 19 februari 2003) is een Spaans wielrenster die sinds mei 2025 rijdt bij UAE Team ADQ, eerder dat jaar reed ze nog bij de opleidingsploeg.

## Carrière
Blasi begon haar sportieve carrière in de atletiek, ze nam deel aan wedstrijden in de duatlon en triatlon. Wegens een blessure in 2024 ging ze zich toeleggen op het wielrennen en startte bij een lokale amateurploeg. Niet veel later reed ze voor Massi-Baix Ter, tot en met 2023 een continentale wielerploeg. In juli won ze zowel de wegwedstrijd als de tijdrit op de nationale kampioenschappen bij de beloften. Ze reed zich ook in de kijker bij amateurwedstrijden door heel Spanje, eind augustus reed ze de Ronde van de Toekomst en de Ronde van Toscane. Op Italiaans grondgebied won ze de jongerentrui voor Elisa De Vallier. Daarnaast reed Blasi bij de elite ook de wegwedstrijd, ploegen- en tijdrit op het WK. Per 2025 tekende ze voor de opleidingsploeg van UAE Team ADQ, echter reed Blasi vanaf het begin van het seizoen voornamelijk wedstrijden namens de hoofdmacht. Ze zegevierde in eendaagse wedstrijden zoals de Gran Premio della Liberazione, Pointe du Raz Ladies Classic en de La Périgord Ladies. In alle drie de wedstrijden reed ze solo naar de finish. Tevens reed ze ook enkele meerdaagse wedstrijden die onderdeel waren van de UCI Women's World Tour, zoals de Ronde van het Baskenland en de Ronde van Burgos. Blasi herhaalde ook haar kunstje van een jaar eerder op de NK; ze won wederom de tijdrit en de wegwedstrijd bij de beloften.

## Overwinningen
2024
Jongerenklassement Ronde van Toscane
 Spaans kampioene op de weg, beloften
 Spaans kampioene tijdrijden, beloften
2025
Gran Premio della Liberazione
Pointe du Raz Ladies Classic
Jongerenklassement Ronde van de Pyreneeën
 Spaans kampioene op de weg, beloften
 Spaans kampioene tijdrijden, beloften
La Périgord Ladies
1e etappe Ronde van Romandië
Punten- en jongerenklassement Ronde van Romandië

### Resultaten in voornaamste wedstrijden
|      | \| Jaar \| \| WK op de weg \| \| ---- \| \| ------------ \| \| 2024 \| \| 68e \| |              |
| Jaar |                                                                                  | WK op de weg |
| 2024 |                                                                                  | 68e          |

## Ploegen
- 2024 –  Massi-Baix Ter
- 2025 –  UAE Development Team (tot 13-5)
- 2025 –  UAE Team ADQ (vanaf 14-5)